# Luxembourg au Concours Eurovision de la chanson 1956
Le Luxembourg a participé au premier Concours Eurovision de la chanson en 1956 à Lugano, en Suisse. Deux chansons chantées par Michèle Arnaud, Ne crois pas et Les Amants de minuit, ont été sélectionnées en interne par le radiodiffuseur luxembourgeois Télé Luxembourg pour représenter le pays. 
À la fin du concours, seule la chanson gagnante a été annoncée, les résultats complets ne furent jamais publiés. Les résultats des deux chansons luxembourgeoises ne sont donc pas connus.